# Исторические графства в Онтарио
В истории канадской провинции Онтарио было несколько графств, которые не существуют в настоящее время. Эти графства либо были соединены с другими графствами, либо стали районами или объединёнными муниципалитетами. 
Разделение территории на графства используется в Южном Онтарио. Из-за малой плотности населения, а также из-за продолжительных споров относительно границы с Северо-Западными территориями (которые не прекращались до 1912 года), в Северном Онтарио нет графств.

## Исторические графства
- Графство Аддингтон (1792—1864) было соединено с графством Леннокс и образовало объединенное графство Леннокс и Аддингтон.
- Графство Брант (1852-х) было разделено на одноимённый объединённый муниципалитет графство Брант и отдельный муниципалитет Брантфорд.
- Графство Велланд (1851—1970) было соединено с графством Линкольн и образовало район Ниагара.
- Графство Вентворс (1816—1970) стало районом Гамильтон-Вентворс, который сейчас является объединённым муниципалитетом Гамильтон.
- Графство Виктория (1821—2001) стало объединённым муниципалитетом Каварта-Лейкс.
- Графство Гленгарри (1792—1850) было соединено с графствами Дандас и Стормонт и образовало объединенное графство Стормонт, Дандас и Гленгарри.
- Графство Гренвилл (1792—1850) было соединено с графствами Лидс и образовало объединенноеграфство Лидс и Гренвилл.
- Графство Дандас (1792—1850) было соединено с графствами Стормонт и Гленгарри и образовало объединенное графство Стормонт, Дандас и Гленгарри.
- Часть графства Дарем (1792—1974) вместе с графством Онтарио были образованы в район Дарем. Оставшаяся часть графства была присоединена к графствам Нортумберленд и Виктория.
- Графство Йорк (1792—1971) было в составе метрополии Торонто (современный Торонто) до 1953 года, сейчас является районом Йорк.
- Графство Карлтон (1800-х) стало частью района Оттава-Карлтон, который позднее стал объединённым муниципалитетом Оттава.
- Графство Кент (1792—1998) стало объединённым муниципалитетом Чатем-Кент.
- Графство Леннокс (1792—1864) было соединено с графством Аддингтон и образовало объединенное графство Леннокс и Аддингтон.
- Графство Лидс (1792—1850) было соединено с графствами Гренвилл и образовало объединенноеграфство Лидс и Гренвилл.
- Графство Линкольн (1792—1970) было соединено с графством Велланд и образовало район Ниагара.
- Графство Норфолк (1800—1974; 2001-х) долгое время было частью района Халдиманд-Норфолк, но затем отделилось опять в 2001 году; сейчас это объединённый муниципалитет, хотя и сохранил название графство Норфолк.
- Графство Онтарио (1792—1800; 1852—1974) сначала было разделено на восточную часть, присоединившуюся к графству Фронтенак и западную часть, присоединившуюся к графству Аддингтон. Затем вместе с графством Дарем образовало район Дарем, небольшая часть стала частью графства Симко.
- Графство Пил (1851—1973) стало районом Пил.
- Графство Прескотт (1800—1820) было соединено с графством Рассел и образовало объединенное графство Прескотт и Рассел.
- Графство Принс-Эдуард (1792-х) объединённый муниципалитет, хотя и сохранило название графство Принс-Эдуард.
- Графство Рассел (1800—1820) было соединено с графством Прескотт и образовало объединенное графство Прескотт и Рассел.
- Графство Стормонт (1792—1850) было соединено с графством Дандас и Гленгарри и образовало объединенное графство Стормонт, Дандас и Гленгарри.
- Графство Суффолк (1792—1800) было разделено на графство Кент и графство Мидлсекс.[1]
- Графство Уотерлу (1853—1973) стало районом Уотерлу.
- Графство Фронтенак (1792-х) было упразднено и заменено на образование Фронтенак. Однако, неформально за ним до сих пор сохранилось название графство Фронтенак.
- Графство Халдиманд (1800—1974; 2001-х) долгое время было частью района Халдиманд-Норфолк, но затем отделилось опять в 2001 году; сейчас это объединённый муниципалитет, хотя и сохранил название графство Халдиманд.
- Графство Холтон (1816—1973) стало районом Холтон.

Большое количество графств в Онтарио образовывали политические альянсы в XIX веке. Многие из них существуют до сих пор и стали относительно постоянными, другие были расформированы. Например, объединенное графство Хьюрон и Перт существовало всего лишь несколько лет. С другой стороны, объединённое графство Нортумберленд и Дарем, сформированное через восемь лет после образования каждого из них, просуществовало вместе 101 год до расформирования графства Дарем в 1973 году.

## Специальные случаи
В некоторых ранних переписях населения конфедерации Канады четыре выборных округа Онтарио были ошибочно посчитаны графствами. В некоторых документах они могут быть названы графствами из-за их появления в переписных данных:
- Ботвелл  состоял из городов графств Кент и Лэмбтон.
- Кардвелл состоял из городов графств Симко и Пил.
- Монк состоял из городов графств Линкольн, Халдиманд и Велланд.
- Ниагара состоял из городов графства Линкольн.

Район Садбери тоже можно считать в истории, так как позже он стал объединённым муниципалитетом Гранд-Садбери, однако изначально у него не было администрации графства, он был частью до сих пор существующего округа Садбери.
Округ Патрисия, существовавший без правового статуса, и являвшийся частью Северо-Западных территорий, присоединённых к Онтарио в 1912 году, просуществовал до 1927, после чего был влит в состав округа Кенора.

## См.также
- Административное деление Онтарио